# Economia d'Alaska
En un informe compilat pel govern d'Alaska, el PIB real d'Alaska era de 51.100 milions de dòlars el 2011, 52.900 milions de dòlars el 2012 i 51.500 milions de dòlars el 2013. La caiguda que es va produir entre el 2012 i el 2013 s'ha atribuït al descens del sector miner., concretament els sectors del petroli i el gas, conseqüència de la disminució de la producció. L'economia de l'Estat ha estat descrita per l'economista d'Anchorage de la Universitat d'Alaska Scott Goldsmith com un tamboret de tres potes, amb una pota la indústria del petroli i el gas, la segona pota el govern federal i la tercera pota totes les altres indústries i serveis. Entre el 2004 i el 2006, el govern federal va ser responsable de 135.000 llocs de treball a Alaska, el sector del petroli va proporcionar 110.000 llocs de treball i totes les altres indústries i serveis combinats per 122.000 llocs de treball.
El principal producte d'exportació d'Alaska després del petroli i el gas natural és el marisc, principalment el salmó, el bacallà, el Pollock i el cranc. La temporada de pesca del 2013, els pescadors d'Alaska van poder acumular un total de 5.800 milions de lliures de marisc, la qual cosa equival a una avaluació de 1.900 milions de dòlars, un petit però notable augment en comparació amb el 2012, que va tenir un total de 5.300 milions i 1.7 dòlars. mil milions respectivament.
L'agricultura representa només una fracció molt petita de l'economia d'Alaska. La producció agrícola es destina principalment al consum dins de l'estat i inclou vivers, productes lactis, hortalisses i bestiar. La fabricació és limitada, amb la majoria dels productes alimentaris i generals importats d'altres llocs.
L'ocupació es troba principalment al govern i a indústries com l'extracció de recursos naturals, el transport marítim i el transport. Les bases militars són un component important de l'economia tant a Fairbanks com a Anchorage. Els subsidis federals també són una part important de l'economia, ja que permeten a l'Estat mantenir els impostos baixos. Les seves produccions industrials són petroli cru, gas natural, carbó, or, metalls preciosos, zinc i altres mines, processament de marisc, fusta i productes de la fusta. També hi ha un sector turístic i de serveis en creixement. Els turistes han contribuït a l'economia donant suport als allotjaments locals.

## Sectors econòmics
Turisme
El turisme a Alaska és el segon empresari del sector privat més gran, que representa un de cada vuit llocs de treball d'Alaska, gairebé 2 milions de visitants i 2.4200 milions de dòlars en despesa directa de visitants, inclosos els ingressos laborals. Gairebé la meitat dels visitants arriben a Alaska a través de la indústria de creuers, inclosos Carnival Cruise Line, Celebrity Cruises, Crystal Cruises, Disney Cruise Line, Holland America Line, Norwegian Cruise Line, Oceania Alaskan Cruises, Princess Cruises, Regent Seven Seas Cruises, Royal Caribbean Cruises Ltd ., Silversea Cruises, Seattle Alaskan Cruises i Vancouver Alaskan Cruises. Altres visitants arriben a través de l'aeroport internacional de Ted Stevens Anchorage, que circulen per l'accés per carretera principal a l'estat, la carretera d'Alaska, o a bord de la carretera marítima d'Alaska. En el seu discurs sobre l'estat de l'Estat de 2015, el governador d'Alaska, Bill Walker, es referia a la indústria turística com una «indústria sana i vital que mostra una associació dinàmica entre l'empresa privada i el govern estatal i local, que té el potencial d'un creixement i una contribució il·limitats al nostre benestar econòmic».
El turisme també contribueix al fons general de l'estat a través de diversos impostos, incloent un tipus de gravamen especial de vaixells de passatgers comercials de 34,50 dòlars per passatger, per viatge. Altres impostos generats a través del turisme inclouen un 10% d'impostos sobre el lloguer de vehicles, així com les vendes locals i els impostos sobre llits.
Segons un estudi preparat per l'estat d'Alaska pel grup McDowell, «la despesa dels visitants d'Alaska el 2014-15 es va distribuir àmpliament per tota l'economia de l'estat. Allotjament, excursions / activitats, regals / records i menjar / beguda representaven aproximadament una cinquena part de la despesa (18 a 20%)», mentre que la cinquena resta inclou paquets i transport.
Diverses experiències sovint lligades a les característiques naturals i vastes del paisatge, la vida salvatge i la cultura de l'estat atrauen els visitants a Alaska. Hi ha moltes activitats guiades que proporcionen una manera als visitants d'accedir a aquestes experiències i a empreses locals i multinacionals per fer negocis. Les activitats guiades inclouen visites turístiques, observació de balenes, observació de glaceres, excursions en vol, observació de vida salvatge, senderisme, tirolina, caiac / ràfting i pesca. La pesca només suposa una despesa anual de 652.498.723 dòlars per part dels no residents, incloses les compres de llicències, guies, equips i reparacions.
Una de les principals destinacions turístiques a Alaska inclou el sistema de parcs nacionals de l'Estat, amb 24 unitats. Anualment, aquests parcs nacionals són visitats col·lectivament per 2,6 milions de persones i aporten un benefici econòmic de 1.100 milions de dòlars.
Agricultura
A causa del clima del nord i del terreny escarpat, es produeix relativament poca agricultura a Alaska. La majoria de granges es troben a la vall de Matanuska, a uns 64 km al nord-est d'Anchorage o a la península de Kenai, a uns 97 km al sud-oest d'Anchorage. La curta estació de cultiu de 100 dies limita els cultius que es poden cultivar, però els llargs dies d'estiu assolellats fan que les estacions de cultiu siguin productives. Els cultius principals són patates, pastanagues, enciams i cols. Els agricultors exhibeixen productes a la Fira Estatal d'Alaska. Alaska Grown s'utilitza com a eslògan agrícola.
Alaska té una gran quantitat de marisc, amb les principals indústries pesqueres del mar de Bering i del Pacífic Nord, i el marisc és un dels pocs aliments que sovint és més barat dins de l'estat que fora d'ell. Molts d'Alaska pesquen els rius durant la temporada de salmó per recollir quantitats importants de la seva dieta domèstica mentre pesquen subsistència, esport o totes dues coses.
La caça de subsistència, principalment caribú, alces i ovelles Dall, és encara comuna a l'estat, particularment en comunitats remotes de Bush. Un exemple de menjar autòcton tradicional és l'akutaq, el gelat esquimal, que pot consistir en greixos de rens, oli de foca, carn de peix seca i baies locals.
La ramaderia de rens d'Alaska es concentra a la península de Seward, on es pot evitar que el caribú salvatge es barregi i migri amb els rens domesticats.
La majoria dels aliments d'Alaska es transporten a l'Estat des de Fora i els costos d'enviament fan que els aliments a les ciutats siguin relativament cars. A les zones rurals, la caça i recol·lecció de subsistència és una activitat essencial perquè els aliments importats són prohibitius. El cost d'importar aliments als pobles comença a 7 ¢ la lliura (15 ¢ / kg) i augmenta ràpidament a 50 ¢ la lliura (1,10 $ / kg) o més. El cost de lliurar un galó de llet (3,8 L) de EUA és d'uns 3,50 dòlars en molts pobles on la renda per càpita pot ser de 20.000 dòlars o menys. El cost del combustible pot superar els 8,00 dòlars per galó.
Cost de vida
El cost de les mercaderies a Alaska ha estat durant molt de temps més alt que als 48 estats contigus. Això ha canviat en la seva major part a Anchorage i, en menor mesura, a Fairbanks, on el cost de la vida ha baixat una mica en els darrers cinc anys. Els empleats del govern federal, en particular els treballadors del Servei Postal dels Estats Units (USPS) i els militars en servei actiu, reben una indemnització del cost de la vida generalment fixada en el 25% del salari base perquè, tot i que el cost de la vida ha baixat, continua sent un dels el més alt del país.
La introducció de grans botigues a Anchorage, Fairbanks (Wal-Mart el març del 2004) i Juneau també van fer molt per reduir els preus. No obstant això, l'Alaska rural pateix preus extremadament alts per als aliments i els béns de consum, en comparació amb la resta del país a causa de la infraestructura de transport relativament limitada. Molts residents rurals entren a aquestes ciutats i compren aliments i mercaderies a granel a clubs de magatzems com Costco i Sam's Club. Alguns han acceptat les ofertes d'enviament gratuït d'alguns minoristes en línia per comprar articles molt més barats del que podrien fer a les seves pròpies comunitats, si estan disponibles.

## Grans empreses
Segons el Departament de Treball i Desenvolupament de la Força de Treball d'Alaska, el 2010 van ser els principals empresaris del sector privat de l'estat:
| Rànquing | Nom                                                   | Ocupació mitjana mensual el 2010 |
| -------- | ----------------------------------------------------- | -------------------------------- |
| 1        | Providence Health & Services                          | 4,000+                           |
| 2        | Walmart/Sam's Club                                    | 3,000-3,249                      |
| 3        | Carrs Safeway Alaska Division                         | 2,750-2,999                      |
| 4        | Fred Meyer                                            | 2,500-2,749                      |
| 5        | ASRC Energy Services                                  | 2,500-2,749                      |
| 6        | Trident Seafoods                                      | 2,250-2,499                      |
| 7        | BP Exploration Alaska                                 | 2,000-2,249                      |
| 8        | CH2M Hill                                             | 1,750-1,999                      |
| 9        | NANA Management Services                              | 1,750-1,999                      |
| 10       | Alaska Native Tribal Health Consortium                | 1,500-1,749                      |
| 11       | Alaska Airlines                                       | 1,500-1,749                      |
| 12       | GCI Communications                                    | 1,250-1,499                      |
| 13       | Banner Health (including Fairbanks Memorial Hospital) | 1,250-1,499                      |
| 14       | Southcentral Foundation                               | 1,250-1,499                      |
| 15       | Yukon-Kuskokwim Health Corporation                    | 1,000-1,249                      |
| 16       | FedEx                                                 | 1,000-1,249                      |
| 17       | ConocoPhillips                                        | 1,000-1,249                      |
| 18       | Alaska USA Federal Credit Union                       | 1,000-1,249                      |
| 19       | United Parcel Service (UPS)                           | 1,000-1,249                      |
| 20       | McDonald's Restaurants of Alaska                      | 750-999                          |
| 21       | Wells Fargo                                           | 750-999                          |
| 22       | Doyon Universal Services                              | 750-999                          |
| 23       | Home Depot                                            | 750-999                          |
| 24       | Alaska Regional Hospital                              | 750-999                          |
| 25       | The Alaska Club                                       | 750-999                          |
| 26       | Icicle Seafoods                                       | 750-999                          |
| 27       | Southeast Alaska Regional Health Consortium (SEARHC)  | 750-999                          |
| 28       | Hope Community Resources                              | 750-999                          |
| 29       | UniSea                                                | 750-999                          |
| 30       | Alaska Commercial Company                             | 750-999                          |
| 31       | Costco                                                | 750-999                          |
| 32       | Spenard Builders Supply                               | 750-999                          |
| 33       | Lowe's                                                | 750-999                          |
| 34       | Alyeska Pipeline Service Company                      | 750-999                          |
| 35       | Alaska Communications Systems (ACS)                   | 500-749                          |
| 36       | First National Bank Alaska                            | 500-749                          |
| 37       | Central Peninsula Hospital                            | 500-749                          |
| 38       | First Student                                         | 500-749                          |
| 39       | Westward Seafoods                                     | 500-749                          |
| 40       | Mat-Su Regional Medical Center                        | 500-749                          |
| 41       | Alaska Consumer Direct Personal Care                  | 500-749                          |
| 42       | Tanana Chiefs Conference                              | 500-749                          |
| 43       | PeterPan Seafoods                                     | 500-749                          |
| 44       | Udelhoven Oilfield System Services                    | 500-749                          |
| 45       | Job Ready (ReadyCare)                                 | 500-749                          |
| 46       | Schlumberger Technologies                             | 500-749                          |
| 47       | Maniilaq Association                                  | 500-749                          |
| 48       | Alaska Hotel Properties (Princess Lodges)             | 500-749                          |
| 49       | Alyeska Resort (includes O'Malley's on the Green)     | 500-749                          |
| 50       | Ocean Beauty Seafoods                                 | 250-499                          |